# Calcio-antagonisti
I calcio-antagonisti sono una classe di farmaci utilizzati come antiipertensivi o in altre patologie dell'apparato cardiocircolatorio. Vengono chiamati anche "bloccanti dei canali al calcio" o "bloccanti dei canali lenti al calcio".

## Classi di molecole
Sono calcio antagonisti:
- diidropiridine (ad esempio: nifedipina, amlodipina)
- benzotiazepine (ad esempio: diltiazem e JTV-519)
- fenilalchilamine (ad esempio: verapamil e gallopamil)
- diarilaminopropilamine (ad esempio: bepridil)

### Classificazione
- Prima generazione: verapamil, diltiazem, nifedipina, felodipina, isradipina, nicardipina, tutte caratterizzate da breve emivita, per cui sono necessarie somministrazioni giornaliere multiple;
- Seconda generazione: stessi farmaci della prima generazione, ma con formulazione a lento rilascio;
- Terza generazione: molecole con durata d'azione lunga a causa di:
  - lunga emivita: amlodipina;
  - liposolubilità e persistenza in membrana.

## Meccanismo d'azione
I calcio-antagonisti hanno come sito d'azione i canali del calcio di tipo L, di tipo voltaggio-dipendenti; queste molecole legano il canale nello stato inattivo, diminuendo così la durata del potenziale d'azione decrementando quindi la conduttanza del calcio nelle cellule miocardiche e della muscolatura liscia vasale.
Le benzotiazepine e le fenilalchilamine agiscono prevalentemente a livello dei canali L del muscolo cardiaco e sono quindi inotropi negativi, le diidropiridine agiscono prevalentemente a livello dei canali L della muscolatura liscia delle arteriole, attraversando anche la barriera emato-encefalica, contrastando quindi la vasocostrizione.

### Differenze
- Siti di legame sul canale del calcio:
  - il verapamil lega il tratto 6 del dominio IV;
  - il diltiazem lega il ponte citoplasmatico tra i domini III e VI;
  - le diidropiridine legano la regione transmembrana dei domini III e IV;
- Diversa tessuto-specificità:
  - le diidropiridine interagiscono principalmente con canali con subunità 1αC, presenti nel tessuto cardiaco (1αCa), ma legano maggiormente i canali con subunità 1αCh, presenti nel muscolo liscio;
  - diltiazem e verapamil legano di più i canali calcio presenti nel cuore;
- Diversa specificità:
  - le diidropiridine legano di più il canale quando è inattivo, tipico del muscolo liscio.

## Effetti
I loro effetti si esplicano sulla muscolatura liscia e cardiaca; la muscolatura scheletrica è esente dal loro effetto in quanto il meccanismo d'azione di quest'ultima è dipendente da calcio già presente all'interno della cellula. Impedendo l'ingresso di calcio attraverso i canali voltaggio dipendenti impediscono alla muscolatura liscia di contrarsi, per cui i loro effetti saranno un rilassamento della muscolatura delle resistenze periferiche con conseguente ipotensione. A livello cardiaco esplicano azione inotropa e cronotropa negativa. Ma possono essere inotropi positivi con effetto indiretto.
Si possono distinguere due classi di calcio antagonisti:
- ad azione prevalentemente vascolare: le DHP, sono infatti vasodilatanti, agendo sulla muscolatura liscia;
- ad azione prevalentemente cardiaca: diltiazem e verapamil hanno più effetti sulla contrattilità cardiaca, sulla soppressione dell'automatismo segnapasso (nodo SA), sulla soppressione della conduzione in particolare nel nodo AV.

### Effetti vascolari
Tutte le classi, quale più quale meno, hanno effetti vascolari sulle arterie, ma scarsi o nulli sulle vene, dal momento che sono pochi o nulli i canali L del calcio, per cui non determinano variazioni del precarico. L'effetto delle DHP è più marcato.

### Effetti cardiaci
Si nota inotropismo negativo, per minor ingresso di calcio nella cellula cardiaca. Nei primi giorni di terapia, possono attivarsi fenomeni di compenso simpatico, che sono in grado di mascherare l'azione del farmaco, ma questi effetti tendono a scomparire col passare del tempo.
Si instaura anche un cronotropismo negativo, che dipende dalla capacità di alterare il recupero dallo stato di inattivazione dei canali del calcio (effetto tipico del verapamil).
Bepridil, oltre che sui canali del calcio, agisce anche sui canali veloci del sodio, con effetto inotropo e cronotropo negativo diretto, aumentando il periodo refrattario a livello del nodo AV. 

### Effetti emodinamici
Tutti i calcio antagonisti riducono le resistenze periferiche e aumentano il flusso distrettuale, anche nel letto coronarico. Questo effetto è particolarmente evidente con l'uso di diidropiridine; meno con verapamil, e ancor meno con diltiazem.
La vasodilatazione arteriosa porta ad una riduzione della pressione, con calo del post-carico e una migliore meccanica cardiaca.

## Usi clinici
- Anti-ipertensivi: diidropiridine (DHP), principalmente per la preferenziale azione periferica;
- Anti-aritmici: verapamil, diltiazem e bepridil;
- Angina: principalmente nifedipina in angina da vasospasmo, in angina da sforzo insieme a β-bloccante, meno in angina instabile, dove non ne è ancora dimostrata l'efficacia;
- Infarto: utilizzato diltiazem per molti anni in pazienti infartuati con funzione ventricolare sinistra conservata;
- Spasmo esofageo: verapamil a dosi elevate, unico farmaco utilizzabile;
- Emorragia subaracnoidea: nimodipina;
- Fenomeno di Raynaud: DHP.